# Anthony Réveillère
Anthony Réveillère, né le 10 novembre 1979 à Doué-la-Fontaine (Maine-et-Loire), est un footballeur international français. Durant sa carrière, il évolue au poste de défenseur.

## Biographie

### Débuts professionnels au Stade rennais (1998-2003)
Il débute au Stade omnisports Vihiersois. Il est ensuite formé au SCO Angers puis au Stade rennais, qui le recrute à la fin de sa 17e année, et où il s'impose, deux ans plus tard, dans le onze de départ de Paul Le Guen grâce à sa polyvalence, pouvant évoluer arrière gauche ou droit. Il débute en première division le 3 février 1998 contre le SC Bastia.

#### Prêt à Valence (2003)
En janvier 2003, il est finalement prêté pour six mois au club espagnol du Valence CF.

### Olympique lyonnais (2003-2013)
De retour en Bretagne après son prêt, il rejoint finalement l'Olympique lyonnais en juillet 2003, où il retrouve son ancien entraîneur Paul Le Guen. Il devient alors l'un des joueurs les plus utilisés et les plus réguliers en matière de performances, participant activement aux différents titres remportés par le club.
Il inscrit son premier but en Ligue des champions le 5 novembre 2008 contre le Steaua Bucarest. Le 22 novembre 2008, il se blesse gravement lors d'un match contre le Paris Saint-Germain. Il est atteint d'une rupture du ligament croisé antéro-externe du genou gauche, pour laquelle le club lyonnais prévoit un éloignement des terrains pour le reste de la saison 2008-2009.
Or, après avoir refusé une opération afin de privilégier une solution alternative (à savoir densifier son quadriceps dans le but d'isoler le ligament), il fait son retour sur les terrains dès le 11 avril 2009, lors d'un match contre l'AS Monaco. Ceci contre l'avis des médecins et le scepticisme de son entraîneur Claude Puel, qui jugent son retour prématuré.
Réveillère revient à son meilleur niveau lors de la saison 2009-2010. Il retrouve une place de titulaire indiscutable dans le 11 de l'OL (son concurrent François Clerc enchaînant par ailleurs plusieurs blessures), et participe à la qualification pour les huitièmes de finale de Ligue des champions contre le Real Madrid. Il dispute les quarts de finale de la Ligue des champions pour la cinquième fois en huit ans (2003 avec Valence et 2004, 2005, 2006, 2010 avec Lyon) et atteint pour la première fois les demi-finales (contre le Bayern Munich).
En août 2012, il est en passe d'être transféré au Paris Saint-Germain dans le cadre d'un échange avec Milan Biševac mais ne donne pas satisfaction au club parisien lors de la visite médicale, de sorte que son départ est annulé. Début septembre 2013, en passe d'être recruté pour la saison 2013-2014 par l'Olympique de Marseille, il est finalement recalé, faute d'accord avec le club.

### Fin de carrière à l'étranger (2013-2015)
Le 8 novembre 2013, il s'engage officiellement à Naples pour une durée de huit mois. Le 21 mai 2014, son contrat n'est pas renouvelé et il quitte le club italien après avoir disputé 18 matchs toutes compétitions confondues.
Le 23 octobre 2014, il s'engage avec le club anglais de Sunderland jusqu'au terme de la saison. Il n'est ensuite pas prolongé mais fait part de son envie de continuer en Angleterre.
Le 9 novembre 2015, il annonce qu'il met un terme à sa carrière sportive.

### En équipe de France (2003-2012)
Il participe au Championnat d'Europe des moins de 16 ans en 1996 avec les bleus et perd en finale contre le Portugal (1-0). En 2002, il est finaliste au Championnat d'Europe espoirs en 2002 contre la République tchèque perdant ce match aux tirs au but. L'équipe dirigée cette année par Raymond Domenech, sera son futur sélectionneur chez les A.
Il est convoqué pour la première fois avec l'équipe de France par Jacques Santini et titulaire en octobre 2003 face à l’Israël, comptant pour les matchs de qualification de l'Euro 2004. Les bleus s'impose 3-0 au Stade de France. En mai 2005, il fait son retour en match amical contre la Hongrie (victoire 2-1). Réveillère se blesse quelques mois avant le mondial allemand. Il n'est pas sélectionné pour la Coupe du monde 2006 pour éventuellement suppléer Willy Sagnol en tant qu'arrière droit. Il est appelé à plusieurs reprises en sélection nationale mais se heurte à la concurrence de Bacary Sagna, de son coéquipier François Clerc et du Rennais Rod Fanni.
Après quatre ans et demi sans être sélectionné et des prestations de haut niveau en Ligue des Champions avec l'Olympique Lyonnais en 2009-2010, il fait partie des 23 joueurs sélectionnés par Raymond Domenech pour disputer la Coupe du monde 2010. Mais il ne jouera cependant aucun match dans la compétition. Le 7 octobre 2011, il marque son premier et seul but avec les Bleus en étant arrière gauche lors du match comptant pour les éliminatoires de l'Euro 2012 face à l'Albanie (3-0). En 2012, Réveillère fait partie des joueurs sélectionnés par Laurent Blanc pour disputer l'Euro. Barré par Mathieu Debuchy, il ne dispute pas les matchs de poule mais participe au quart de finale perdu face à l'Espagne (2-0). Avec l'arrivée de Didier Deschamps, il joue ses deux dernières sélections avec deux victoires, une contre la Finlande (0-1) en septembre, match comptant pour les éliminatoires de la Coupe du monde 2014 et les vice-champions d'Europe, l'Italie en amical au mois de novembre 2012 (1-2).
Ayant joué avec plusieurs joueurs de générations différentes, Anthony Réveillère totalise seulement 20 sélections et 1 but. N'ayant jamais été un titulaire indiscutable en bleu et barré par une forte concurrence à son poste, il a connu quatre sélectionneurs en équipe de France entre 2003 et 2012.

### Reconversion
Lors de la rentrée 2017, il s'inscrit à la formation de manager général de club sportif dispensée par le Centre de droit et d'économie du sport de Limoges.
Le 22 octobre 2019, il est engagé en tant que Directeur Sportif au Monts d'Or Anse Foot (désormais Grand Ouest Association Lyonnaise FC)  pour accompagner son ancien coéquipier à l'OL, Cris, alors entraîneur du club amateur.

## Style de jeu
Latéral droit, capable de jouer à gauche, Anthony Réveillère apporte notamment sa vitesse dans son couloir. Solide et réactif défensivement, il est « propre » techniquement.

## Statistiques
| Saison                | Club                  | Championnat           | Championnat | Championnat | Coupe(s) nationale(s) | Coupe(s) nationale(s) | Supercoupe | Supercoupe | Compétition(s) continentale(s) | Compétition(s) continentale(s) | Compétition(s) continentale(s) | France | France | Total | Total |
| Saison                | Club                  | Division              | M.          | B.          | M.                    | B.                    | M.         | B.         | Comp.                          | M.                             | B.                             | M.     | B.     | M.    | B.    |
| 1997-1998             | Stade rennais FC      | Ligue 1               | 8           | 0           | 1                     | 0                     | -          | -          | -                              | -                              | -                              | -      | -      | 9     | 0     |
| 1998-1999             | Stade rennais FC      | Ligue 1               | 32          | 0           | 5                     | 0                     | -          | -          | -                              | -                              | -                              | -      | -      | 37    | 0     |
| 1999-2000             | Stade rennais FC      | Ligue 1               | 16          | 0           | 4                     | 0                     | -          | -          | C4                             | 3                              | 0                              | -      | -      | 23    | 0     |
| 2000-2001             | Stade rennais FC      | Ligue 1               | 32          | 0           | 2                     | 0                     | -          | -          | -                              | -                              | -                              | -      | -      | 34    | 0     |
| 2001-2002             | Stade rennais FC      | Ligue 1               | 32          | 1           | 5                     | 0                     | -          | -          | C4                             | 3                              | 0                              | -      | -      | 40    | 1     |
| 2002-2003             | Stade rennais FC      | Ligue 1               | 20          | 1           | 2                     | 0                     | -          | -          | -                              | -                              | -                              | -      | -      | 22    | 1     |
| Sous-total            | Sous-total            | Sous-total            | 140         | 2           | 19                    | 0                     | -          | -          | -                              | 6                              | 0                              | -      | -      | 165   | 2     |
| 2003                  | Valence CF (prêt)     | Liga                  | 18          | 1           | -                     | -                     | -          | -          | C1                             | 6                              | 0                              | -      | -      | 24    | 1     |
| Sous-total            | Sous-total            | Sous-total            | 18          | 1           | -                     | -                     | -          | -          | -                              | 6                              | 0                              | -      | -      | 24    | 1     |
| 2003-2004             | Olympique lyonnais    | Ligue 1               | 31          | 1           | 3                     | 0                     | 1          | 0          | C1                             | 8                              | 0                              | 1      | 0      | 44    | 1     |
| 2004-2005             | Olympique lyonnais    | Ligue 1               | 33          | 0           | 4                     | 0                     | 1          | 0          | C1                             | 8                              | 0                              | 1      | 0      | 47    | 0     |
| 2005-2006             | Olympique lyonnais    | Ligue 1               | 20          | 0           | 3                     | 0                     | -          | -          | C1                             | 7                              | 0                              | 3      | 0      | 33    | 0     |
| 2006-2007             | Olympique lyonnais    | Ligue 1               | 30          | 0           | 5                     | 0                     | 1          | 0          | C1                             | 6                              | 0                              | -      | -      | 42    | 0     |
| 2007-2008             | Olympique lyonnais    | Ligue 1               | 28          | 1           | 6                     | 0                     | 1          | 0          | C1                             | 7                              | 0                              | -      | -      | 42    | 1     |
| 2008-2009             | Olympique lyonnais    | Ligue 1               | 19          | 0           | 1                     | 0                     | 1          | 0          | C1                             | 4                              | 1                              | -      | -      | 25    | 1     |
| 2009-2010             | Olympique lyonnais    | Ligue 1               | 30          | 0           | 4                     | 0                     | -          | -          | C1                             | 13                             | 0                              | 1      | 0      | 48    | 0     |
| 2010-2011             | Olympique lyonnais    | Ligue 1               | 35          | 0           | 2                     | 0                     | -          | -          | C1                             | 8                              | 0                              | 5      | 0      | 50    | 0     |
| 2011-2012             | Olympique lyonnais    | Ligue 1               | 33          | 0           | 7                     | 0                     | 1          | 0          | C1                             | 9                              | 0                              | 7      | 1      | 57    | 1     |
| 2012-2013             | Olympique lyonnais    | Ligue 1               | 27          | 1           | 2                     | 0                     | -          | -          | C1+C3                          | 7+7                            | 1+1                            | 2      | 0      | 45    | 3     |
| Sous-total            | Sous-total            | Sous-total            | 286         | 3           | 37                    | 0                     | 6          | 0          | -                              | 84                             | 3                              | 20     | 1      | 433   | 7     |
| 2013-2014             | SSC Naples            | Serie A               | 13          | 0           | 3                     | 0                     | -          | -          | C3                             | 2                              | 0                              | -      | -      | 18    | 0     |
| Sous-total            | Sous-total            | Sous-total            | 13          | 0           | 3                     | 0                     | -          | -          | -                              | 2                              | 0                              | -      | -      | 18    | 0     |
| 2014-2015             | Sunderland AFC        | PL                    | 16          | 0           | 1                     | 0                     | -          | -          | -                              | -                              | -                              | -      | -      | 17    | 0     |
| Sous-total            | Sous-total            | Sous-total            | 16          | 0           | 1                     | 0                     | -          | -          | -                              | -                              | -                              | -      | -      | 17    | 0     |
| Total sur la carrière | Total sur la carrière | Total sur la carrière | 473         | 6           | 60                    | 0                     | 6          | 0          | -                              | 92                             | 3                              | 20     | 1      | 651   | 10    |

## Matchs internationaux
| Matchs internationaux d'Anthony Réveillère | Matchs internationaux d'Anthony Réveillère | Matchs internationaux d'Anthony Réveillère          | Matchs internationaux d'Anthony Réveillère | Matchs internationaux d'Anthony Réveillère | Matchs internationaux d'Anthony Réveillère | Matchs internationaux d'Anthony Réveillère                         |
| #                                          | Date                                       | Lieu                                                | Adversaire                                 | Résultat                                   | Compétition                                | Notes                                                              |
| ------------------------------------------ | ------------------------------------------ | --------------------------------------------------- | ------------------------------------------ | ------------------------------------------ | ------------------------------------------ | ------------------------------------------------------------------ |
| 1                                          | 11 octobre 2003                            | Stade de France, Saint-Denis, France                | Israël                                     | V 3 - 0                                    | Éliminatoires Euro 2004                    | Titulaire.                                                         |
| 2                                          | 31 mai 2005                                | Stade Saint-Symphorien, Longeville-lès-Metz, France | Hongrie                                    | V 2 - 1                                    | Match amical                               | Titulaire.                                                         |
| 3                                          | 8 octobre 2005                             | Stade Wankdorf, Berne, Suisse                       | Suisse                                     | N 1 - 1                                    | Éliminatoires Coupe du monde 2006          | Titulaire.                                                         |
| 4                                          | 9 novembre 2005                            | Stade de Dillon, Fort-de-France, France             | Costa Rica                                 | V 3 - 2                                    | Match amical                               | Entre en jeu à la place d'Éric Abidal à la 14e minute de jeu.      |
| 5                                          | 12 novembre 2005                           | Stade de France, Saint-Denis, France                | Allemagne                                  | N 0 - 0                                    | Match amical                               | Titulaire.                                                         |
| 6                                          | 4 juin 2010                                | Stade Michel-Volnay, Saint-Pierre, France           | Chine                                      | D 0 - 1                                    | Match amical                               | Entre en jeu à la place de Bacary Sagna à la 46e minute de jeu.    |
| 7                                          | 9 octobre 2010                             | Stade de France, Saint-Denis, France                | Roumanie                                   | V 2 - 0                                    | Éliminatoires Euro 2012                    | Titulaire.                                                         |
| 8                                          | 12 octobre 2010                            | Stade Saint-Symphorien, Longeville-lès-Metz, France | Luxembourg                                 | V 2 - 0                                    | Éliminatoires Euro 2012                    | Titulaire.                                                         |
| 9                                          | 17 novembre 2010                           | Stade de Wembley, Londres, Angleterre               | Angleterre                                 | V 2 - 1                                    | Match amical                               | Entre en jeu à la place de Bacary Sagna à la 87e minute de jeu.    |
| 10                                         | 29 mars 2011                               | Stade de France, Saint-Denis, France                | Croatie                                    | N 0 - 0                                    | Match amical                               | Titulaire.                                                         |
| 11                                         | 6 juin 2011                                | Donbass Arena, Donetsk, Ukraine                     | Ukraine                                    | V 4 - 1                                    | Match amical                               | Titulaire.                                                         |
| 12                                         | 10 août 2011                               | Stade de la Mosson, Montpellier, France             | Chili                                      | N 1 - 1                                    | Match amical                               | Entre en jeu à la place de Bacary Sagna à la 80e minute de jeu.    |
| 13                                         | 2 septembre 2011                           | Stade Qemal-Stafa, Tirana, Albanie                  | Albanie                                    | V 2 - 1                                    | Éliminatoires Euro 2012                    | Titulaire.                                                         |
| 14                                         | 7 octobre 2011                             | Stade de France, Saint-Denis, France                | Albanie                                    | V 3 - 0                                    | Éliminatoires Euro 2012                    | Entre en jeu à la place de Patrice Évra à la 46e minute de jeu.    |
| 15                                         | 11 octobre 2011                            | Stade de France, Saint-Denis, France                | Bosnie-Herzégovine                         | N 1 - 1                                    | Éliminatoires Euro 2012                    | Titulaire.                                                         |
| 16                                         | 15 novembre 2011                           | Stade de France, Saint-Denis, France                | Belgique                                   | N 0 - 0                                    | Match amical                               | Titulaire.                                                         |
| 17                                         | 31 mai 2012                                | Stade Auguste-Delaune, Reims, France                | Serbie                                     | V 2 - 0                                    | Match amical                               | Titulaire.                                                         |
| 18                                         | 23 juin 2012                               | Donbass Arena, Donetsk, Ukraine                     | Espagne                                    | D 0 - 2                                    | Quart de finale de l'Euro 2012             | Titulaire.                                                         |
| 19                                         | 7 septembre 2012                           | Olympiastadion, Helsinki, Finlande                  | Finlande                                   | V 1 - 0                                    | Éliminatoires Coupe du monde 2014          | Titulaire.                                                         |
| 20                                         | 14 novembre 2012                           | Stade Ennio-Tardini, Parme, Italie                  | Italie                                     | V 2 - 1                                    | Match amical                               | Entre en jeu à la place de Mathieu Debuchy à la 46e minute de jeu. |

## Buts internationaux
| 0   | Date           | Lieu                                 | Compétition             | Résultat | Adversaire | Détail | Détail         | Détail | Sél. |
| --- | -------------- | ------------------------------------ | ----------------------- | -------- | ---------- | ------ | -------------- | ------ | ---- |
| 1er | 7 octobre 2011 | Stade de France, Saint-Denis, France | Éliminatoires Euro 2012 | V 3-0    | Albanie    | 67e    | du pied gauche | 3-0    | 14e  |

## Palmarès

### En club

#### Avec l'Olympique lyonnais
- Champion de France en 2004, 2005, 2006, 2007 et 2008
- Vainqueur de la Coupe de France en 2008 et  2012
- Vainqueur du Trophée des Champions en 2003, 2004, 2006, 2007 et 2012
- Finaliste du Trophée des Champions en 2008
- Finaliste de la Coupe de la Ligue en 2007 (ne joue pas la finale) et 2012

#### Avec le SSC Naples
- Vainqueur de la Coupe d'Italie en 2014

### En sélection nationale
- Vice-champion d'Europe des moins de 16 ans en 1996
- Vice-champion d'Europe des Nations Espoirs en 2002

### Distinction individuelle
- Membre de l'équipe-type de Ligue 1 en 2011